# Szczurekia frigida
Szczurekia frigida is een hooiwagen uit de familie Cosmetidae.